# Memecylon odoratum
Memecylon odoratum är en tvåhjärtbladig växtart som beskrevs av Adolph Daniel Edward Elmer. Memecylon odoratum ingår i släktet Memecylon och familjen Melastomataceae. Inga underarter finns listade i Catalogue of Life.